# Döbörhegy
Döbörhegy é um município da Hungria, situado no condado de Vas. Tem 11,75 km² de área e sua população em 2015 foi estimada em 111 habitantes.